# Transport kolejowy w Japonii

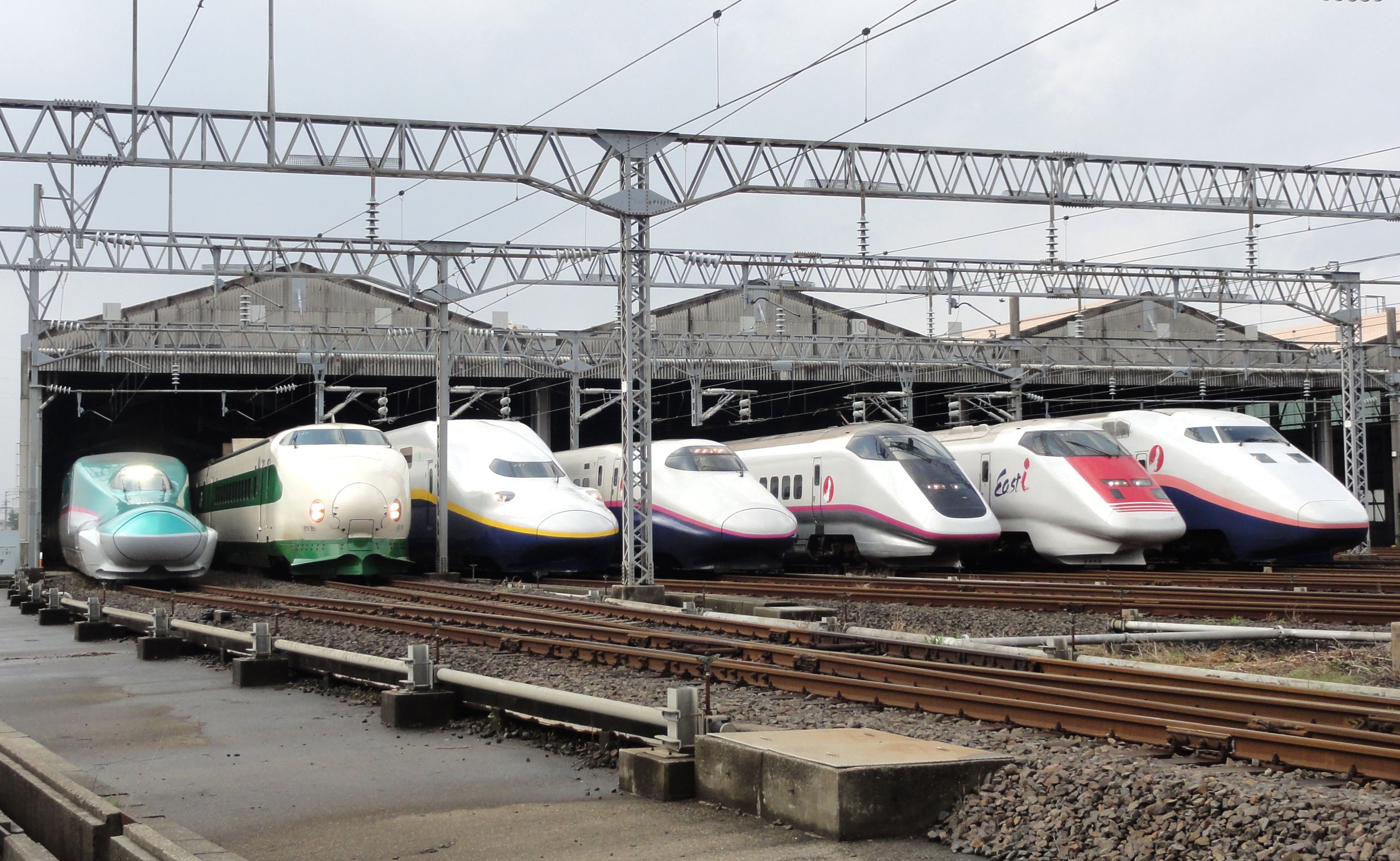
Transport kolejowy w Japonii (Shinkansen)

Transport kolejowy w Japonii – system transportu kolejowego działający na terenie Japonii.
Japonia posiada wszechstronnie rozwinięty oraz najnowocześniejszy system transportu kolejowego na świecie.
Sieć szybkiej kolei Shinkansen, osiągająca prędkość 300 km/h, obejmuje ponad 1800 km. Cztery największe wyspy archipelagu posiadają połączenia kolejowe, na których głównym przewoźnikiem jest grupa Japan Railways (JR).
Obecny kształt organizacyjny japońskich kolei jest wynikiem długiego procesu prywatyzacyjnego przeprowadzonego od roku 1987. Dodatkowym czynnikiem wpływającym na sposób funkcjonowania i zarządzania koleją w Japonii jest szybki rozwój japońskich kolei dużych prędkości. Dlatego obecny ich kształt jest unikalny i nie znajduje odpowiednika na rynku europejskim.
Japońskie linie kolejowe mają około 27 tysięcy kilometrów długości. Linie zelektryfikowane liczą ponad 15 tysięcy kilometrów. W roku 2010 japońskie koleje przewiozły około 22 669 milionów pasażerów.
Specyficzne warunki geograficzne sprzyjają wykorzystaniu transportu kolejowego. Około 60% powierzchni kraju pokrywają góry, a większość z ponad 128-milionowej populacji zamieszkuje gęsto zaludnione obszary wielkich metropolii.
Dzięki rozpoczętemu w roku 1964 programowi budowy kolei dużych prędkości (Shinkansen) udało się stworzyć realną alternatywę dla transportu lotniczego w połączeniach międzymiastowych. Transport kolejowy w porównaniu do innych rodzajów transportu pozostaje w Japonii szczególnie atrakcyjny na dystansach między 500 a 750 km, obsługując w tym segmencie niemal 70% całości transportu pasażerskiego.
Obecna struktura kolei japońskich jest wynikiem procesu prywatyzacji. Decyzja podjęta została w drugiej połowie lat 80., a sam proces zapoczątkowany w roku 1987. Powodem przekształcenia istniejących od roku 1949, narodowych kolei japońskich (JNR – Japan National Railway) było rosnące od lat 60. zadłużenie, które w momencie rozpoczęcia przekształceń sięgnęło kwoty około 300 miliardów dolarów – dla całej grupy i spółek zależnych. W momencie prywatyzacji koleje narodowe były dominującym podmiotem na rynku połączeń międzyregionalnych/dalekodystansowych. W zakresie połączeń lokalnych i sieci dojazdowej działalność kolei narodowych uzupełniana była przez dużą grupę firm prywatnych. JNR została podzielona na siedem niezależnych spółek komercyjnych, z których sześć rozpoczęło działalność na rynku pasażerskim, a siódma transportowym. Spółki te tworzą Japan Railways (JR Group).
Są to:
- Hokkaido Railway Company
- East Japan Railway Company
- Central Japan Railway Company
- West Japan Railway Company
- Shikoku Railway Company(inne języki)
- Kyushu Railway Company

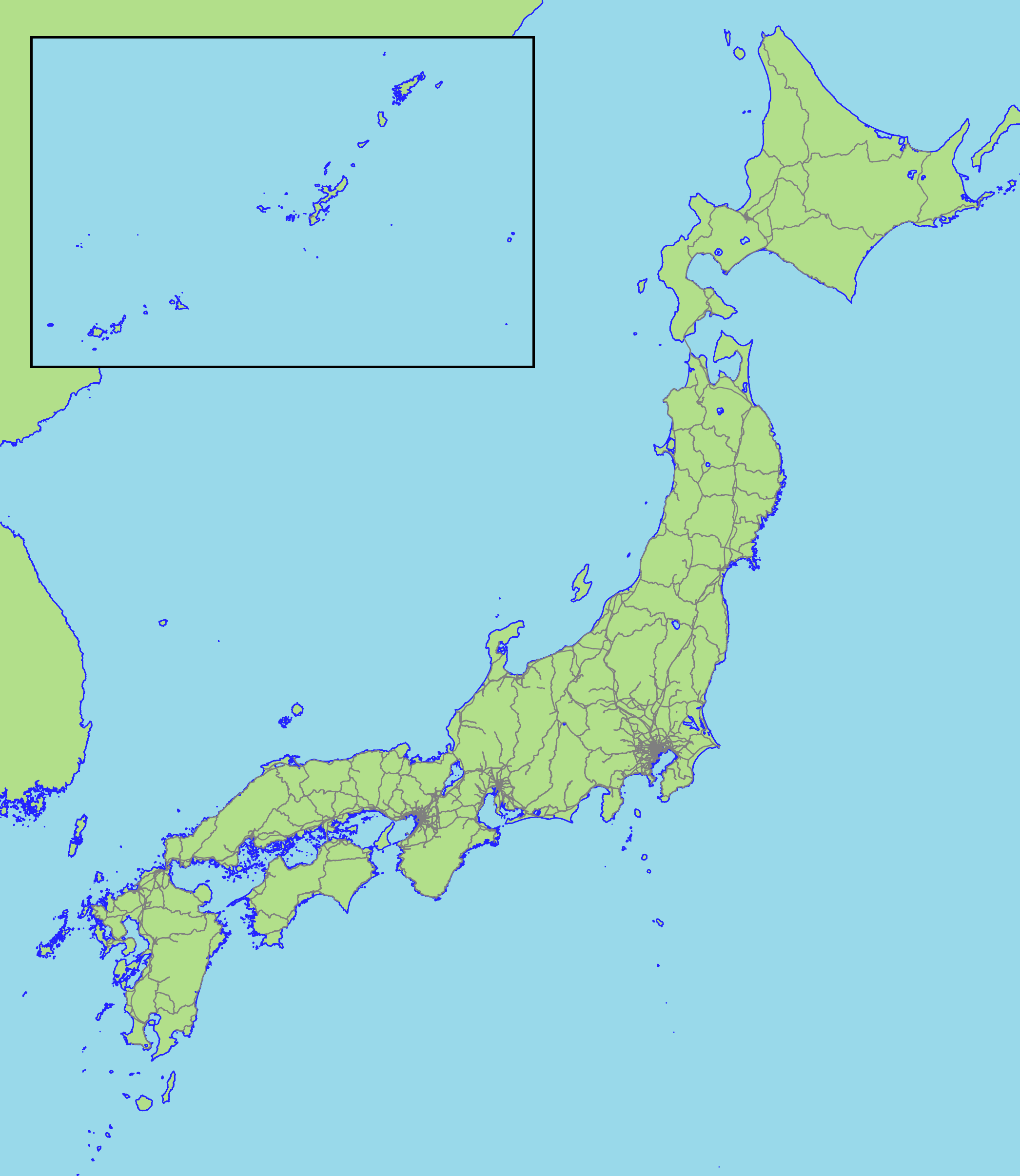
Sieć kolejowa w Japonii

- Japan Freight Railway Company(inne języki) (spółka towarowa).

Trzy spośród siedmiu spółek operujących na głównej wyspie Honsiu zostały w pełni sprywatyzowane i nie otrzymują dotacji państwowych. Proces ten objął w pierwszej kolejności największą spółkę East Japan Railway Company, a zakończył się w roku 2002. Pozostałe dwie spółki działające na głównej wyspie Japonii zakończyły proces prywatyzacji w roku 2004 (West Japan Railway Company) i 2006 (Central Japan Railway Company).
Shikoku Railway Company, Kyushu Railway Company, Hokkaido Railway Company oraz transportowa Japan Freight Railway Company nie zostały sprywatyzowane.
Ze względu na wielkość przewozów kolejowych na mniejszych wyspach japońskich ich działalność musi być dotowana ze środków publicznych. Wszystkie pozostają własnością państwową – od roku 2003 całość ich udziałów jest w posiadaniu Japan Railway Construction, Transport and Technology Agency (JRTT).
Transport towarów jest obsługiwany przez przedsiębiorstwa odseparowane od przewoźników pasażerskich. Dominującą pozycję ma państwowa Japan Freight Railway Company – jedyne przedsiębiorstwo o charakterze ogólnokrajowym. Nie dysponuje ono swoją własną infrastrukturą kolejową (poza niewielkimi wyjątkami), korzystając z sieci innych operatorów kolejowych. Istnieje także jedenaście mniejszych spółek prywatnych zajmujących się działalnością transportową na rynkach lokalnych.
Obok spółek wchodzących w skład JR Group w Japonii działa duża liczba małych przedsiębiorstw zajmujących się obsługą połączeń regionalnych. Są to zazwyczaj przedsiębiorstwa obsługujące jedną, dwie linie w ramach sieci dojazdowych i miejskich dużych aglomeracji.
Obecnie w Japonii działa ponad 150 operatorów kolejowych. Część z nich dysponuje rozbudowaną siecią kolejową liczącą do kilkuset kilometrów. Przykładem mogą być takie przedsiębiorstwa jak Kintetsu, Tobu czy Meitetsu, których sieci połączeń kolejowych liczą odpowiednio 508, 463 i 442 kilometry.
Obok tych dużych graczy ponad 100 przedsiębiorstw prywatnych oferuje przewozy na liniach podmiejskich i dojazdowych. Sieci kolejowe zarządzane przez te przedsiębiorstwa liczą około 5000 km. Zazwyczaj przedsiębiorstwa te są właścicielami wykorzystywanej infrastruktury kolejowej. Przewoźnicy lokalni dominują w statystykach przewożonych pasażerów. W roku 2011, z ogólnej liczby 22 706 milionów pasażerów, małe podmioty przewiozły 13 092 miliony, w porównaniu do 8837 milionów pasażerów obsłużonych przez operatorów JR Group i 3055 milionów przewiezionych przez innych kolejowych przewoźników publicznych (np. spółek państwowych będących operatorami metra).
Specyfiką japońską jest silna konkurencja na rynku usług lokalnych. Sieci kolejowe małych spółek prywatnych oraz dużych operatorów JR Group są od siebie w dużym stopniu odseparowane.
Dla poprawienia wyniku finansowego oraz zwiększenia liczby podróżnych, poszczególne przedsiębiorstwa prowadzą szeroką działalność pozakolejową (m.in. hotelarską, deweloperską, handlową, IT). Stanowi to dużą część ich biznesu i wyraźnie odróżnia od odpowiedników europejskich, dla których tego typu przedsięwzięcia, jeśli występują, mają zazwyczaj marginalny charakter.
Podział japońskich kolei narodowych spowodował także rozdział całej infrastruktury będącej w posiadaniu tej firmy. Każda z sześciu spółek kolejowych zajmujących się przewozami pasażerskimi stała się także właścicielem sieci trakcyjnych i infrastruktury. Wszystkie sześć spółek pasażerskich odpowiada za budowę, zarządzanie i utrzymanie oraz użytkowanie sieci kolejowych na obszarze swojej działalności. Spółki są także właścicielami linii Shinkansen, zbudowanych przed prywatyzacją. Wyjątkiem od tej reguły jest budowa i eksploatacja nowych linii kolei dużej prędkości. W przypadku tego typu kolei poszczególne spółki wykorzystują tabor i zajmują się utrzymaniem infrastruktury, ponosząc koszty wynajmu.
Geograficzny podział infrastruktury kolejowej i pionowa integracja w ramach tego podziału odróżnia spółki japońskie od odpowiedników europejskich. W istotny sposób wpływa to na strukturę i wielkość poszczególnych przedsiębiorstw. Przykładem może być tutaj East Japan Railway Company – pierwsza w pełni sprywatyzowana korporacja. Jest to jednocześnie największe przedsiębiorstwo kolejowe na świecie. East Japan Railway Company zarządza 70 liniami pasażerskimi liczącymi łącznie ponad 7500 km (ponad 5500 km zelektryfikowanych). W ciągu jednego dnia sieć przewozi około 17 mln pasażerów, a tabor kolejowy to ponad 13 000 jednostek.
Integracja pionowa wymusza bardzo rozbudowaną strukturę organizacyjną, która zarządza wszystkimi procesami w ramach kompletnego łańcucha modelu funkcjonowania kolei (konstrukcja, zarządzanie, utrzymanie i operacje na liniach kolejowych).
Istotna jest także bardzo duża konkurencja ze strony transportu drogowego (sieć autostrad) oraz linii lotniczych. Ma na to również wpływ zmieniająca się sytuacja demograficzna – starzenie się społeczeństwa i ujemny przyrost naturalny. Od początku lat 90. zeszłego wieku ruch pasażerski pozostaje na niemal niezmienionym poziomie – odnotowując lekki spadek. Wszystkie linie kolejowe należące do JR Group znacząco zwiększyły inwestycje w infrastrukturę i nowe technologie, poprawiając efektywność przewozów pasażerskich. Pomimo tego spadek ruchu pasażerskiego przy utrzymaniu poziomu inwestycji nie pozwolił na znaczącą poprawę efektywności finansowej.
W celu podniesienia wyników finansowych japońskie przedsiębiorstwa kolejowe muszą poszukiwać nowych rynków zagranicą i rozszerzać strukturę biznesową. Działalność pozakolejowa ma na celu maksymalizację wpływów, ale także zwiększenie liczby osób korzystających z transportu kolejowego i poprawę jakości usług.
Wydaje się, że w przypadku Japonii, pełna pionowa integracja przeprowadzona w procesie prywatyzacji, oddająca zarówno infrastrukturę, jak i działalność operatorską w ręce prywatnych (skomercjalizowanych) spółek, przynosi dobre efekty, stawiając japońskie linie kolejowe, po 2005 roku, w grupie najnowocześniejszych i najbezpieczniejszych na świecie.
W rękach państwa pozostał jedynie nadzór i wyznaczanie strategicznych kierunków rozwoju kolei oraz wspieranie działalności kolejowej w obszarach, gdzie działanie podmiotów prywatnych nie znajduje ekonomicznego uzasadnienia.